# Horodîșce, Mena
Horodîșce (în ucraineană Городище) este o comună în raionul Mena, regiunea Cernihiv, Ucraina, formată numai din satul de reședință.

## Demografie
Componența lingvistică a comunei Horodîșce
     Ucraineană (98,87%)
     Alte limbi (1,13%)
Conform recensământului din 2001, majoritatea populației comunei Horodîșce era vorbitoare de ucraineană (98,87%), existând în minoritate și vorbitori de alte limbi.